# Liste der Bischöfe von Huesca
Die folgenden Personen waren Bischöfe von Huesca (Spanien):
- Elpidio (527)
- Vicente (553)
- Pompeyano? (570)
- Gavino (589–592)
- Ordulfo (633–638)
- Eusebius (653)
- Gadisclo (683)
- Audeberto (693)
- Nitidio
- Frontiniano
- Íñigo? (920)
- Ferriolo (922)
- Fortuño (933–947)
- Oriol (971978)
- Atón? (981)
- Mancio (1011?–1036)
- García (1036–1057)
- Sancho (1058–1075)
- García Ramírez (1076–1086) (ein Sohn von König Ramiro I. von Aragón)
- Pedro I. (1087–1097)
- Pedro II. (1097–1099)
- Esteban (1099–1130)
- Arnaldo Dodón (1130–1134)
- Dodón (1134–1160)
- Martín (1162)
- Esteban de San Martín (1166–1185)
- Ricardo (1187–1201)
- García de Gúdal (1201–1236)
- Vidal de Canellas (1238–1252)
- Domingo de Sola (1253–1289)
- García Pérez de Zuazo (1269–1273)
- Jaime Sarroca (1273–1290)
- Ademar (1290–1300)
- Martín López de Azlor (1300–1313)
- Martín Oscabio (1313–1324)
- Gastón de Montcada (1324–1328)
- Pedro de Urrea (1328–1336)
- Bernardo Oliver (1337–1345)
- Gonzalo Zapata (1345 bis ca. 1348)
- Pedro Glascario (1348–1357)
- Guillermo de Torrellas (1357–1361)
- Bernardo Folcaut (1362–1364)
- Jimeno Sánchez de Ribabellosa (1364–1368)
- Juan Martínez (1369–1372?)
- Fernando Pérez Muñoz (1372–1383)
- Berenguer de Anglesola (1383–1384)
- Francisco Riquer (1384–1393)
- Juan de Bafes (1393–1403)
- Juan de Tauste (1403–1410)
- Domingo Ram (1410–1415)
- Aviñón (1415–1421)
- Hugo de Urriés (1420–1443)
- Guillermo de Siscar (1443–1457)
- Guillermo Ponz de Fenollet (1458–1465)
- Antonio de Espés (1470–1484)
- Juan de Aragón y Navarra (1484–1526) (Haus Trastámara)
- Alonso de So de Castro y de Pinós (1527)
- Diego de Cabrera (1528–1529)
- Lorenzo Campeggio (1530–1532)
- Jerónimo Doria (1532–1534)
- Martín de Gurrea (1534–1544)
- Pedro Agustín y Albanell (1545–1572)
- Diego Arnedo (1572–1574)
- Pedro del Frago Garcés (1577–1584)
- Martín Cleriguech Caucer (1584–1593)
- Diego Monreal (1594–1607)
- Berenguer Bardaxi Alagón y Espés OFM (1608–1615)
- Juan Moriz Salazar (1616–1628)
- Francisco Navarro de Eugui (1628–1641)
- Esteban de Esmir (1641–1654)
- Fernando de Sada y Azcona (1654–1670)
- Bartolomé de Fontcalda (1671–1674)
- Ramón de Azlor y Berbegal (1677–1785)
- Pedro de Gregorio y Antillón (1686–1707)
- Francisco de Paula Garcés Marcilla OM (1708–1714)
- Pedro Gregorio Padilla (1714–1734)
- Lucas Cuartas Oviedo (1735–1736)
- Plácido Bailés Padilla OSA (1738–1742) (dann Bischof von Plasencia)
- Antonio Sánchez Sardinero (1743–1775)
- Pascual López Estaún (1776–1789)
- Cayetano Peña Granada (1790–1792)
- Juan Francisco Armada Araujo (1793–1797)
- Joaquín Sánchez Cutanda (1797–1809)
- Eduardo María Sáenz La Guardia (1815–1832)
- Lorenzo Ramón Lahoz de San Blas SchP (1832–1845)
- Pedro José Zarandia Endara (1851–1861)
- Basilio Gil Bueno (1861–1870)
- Honorio María de Onaindía y López (1875–1886)
- Vicente Alda y Sancho (1888–1895) (dann Erzbischof von Saragossa)
- Mariano Supervía y Lostalé (1895–1916)
- Zacarías Martínez Núñez OSA (1918–1922) (dann Bischof von Vitoria)
- Mateo Colom y Canals OSA (1922–1933)
- Lino Rodrigo Ruesca (1935–1973)
- Javier Osés Flamarique (1977–2001)
- Jesús Sanz Montes OFM (2003–2009) (dann Erzbischof von Oviedo)
- Julián Ruiz Martorell (2010–2023)
- Pedro Aguado Cuesta SP (seit 2025)